# Volnay (Côte-d’Or)
Volnay ist eine französische Gemeinde und ein Weinort in der Region Bourgogne-Franche-Comté im Département Côte-d’Or, etwa fünf Kilometer südwestlich von Beaune und einen Kilometer südwestlich von Pommard. Volnay ist Teil der Côte de Beaune. Die Gemeinde hat 225 Einwohner (Stand 1. Januar 2022) und liegt auf einer Höhe zwischen 209 und 393 m über dem Meer. Sie verfügt über eine Fläche von 755 Hektar.

## Weinbaugebiet Volnay
Das Weinbaugebiet Volnay besitzt seit dem 9. September 1937 den Status einer Appellation d’Origine Contrôlée (kurz AOC). Kultiviert wird Pinot Noir, der hier eher im traditionellen Stil ausgebaut wird. Die Premiers Crus Clos des Ducs, Clos de la Bousse d’Or, Champans, Fremiets und Clos des Chênes zählen zu den besten Lagen von Volnay.

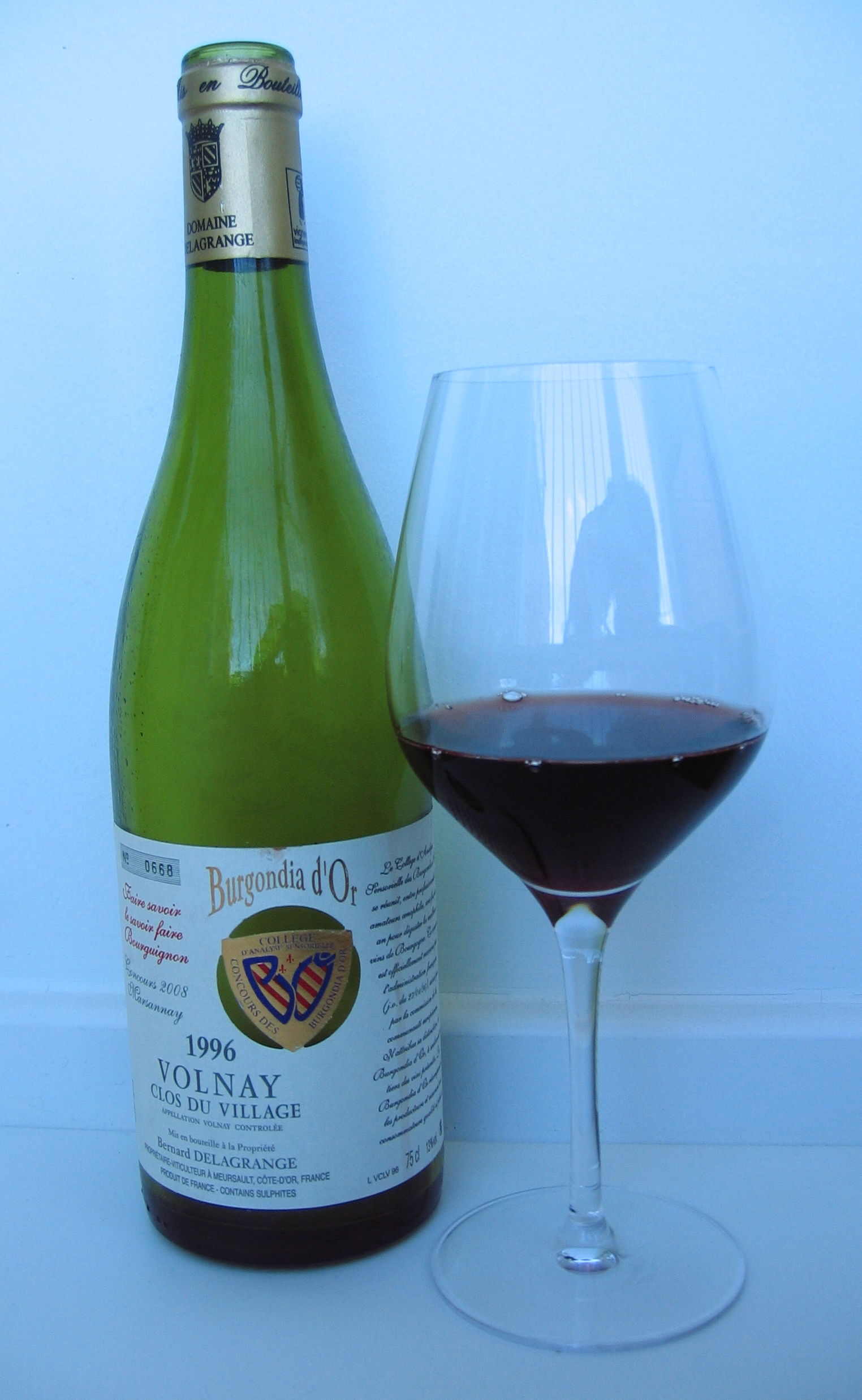
Flasche Volnay mit Glas
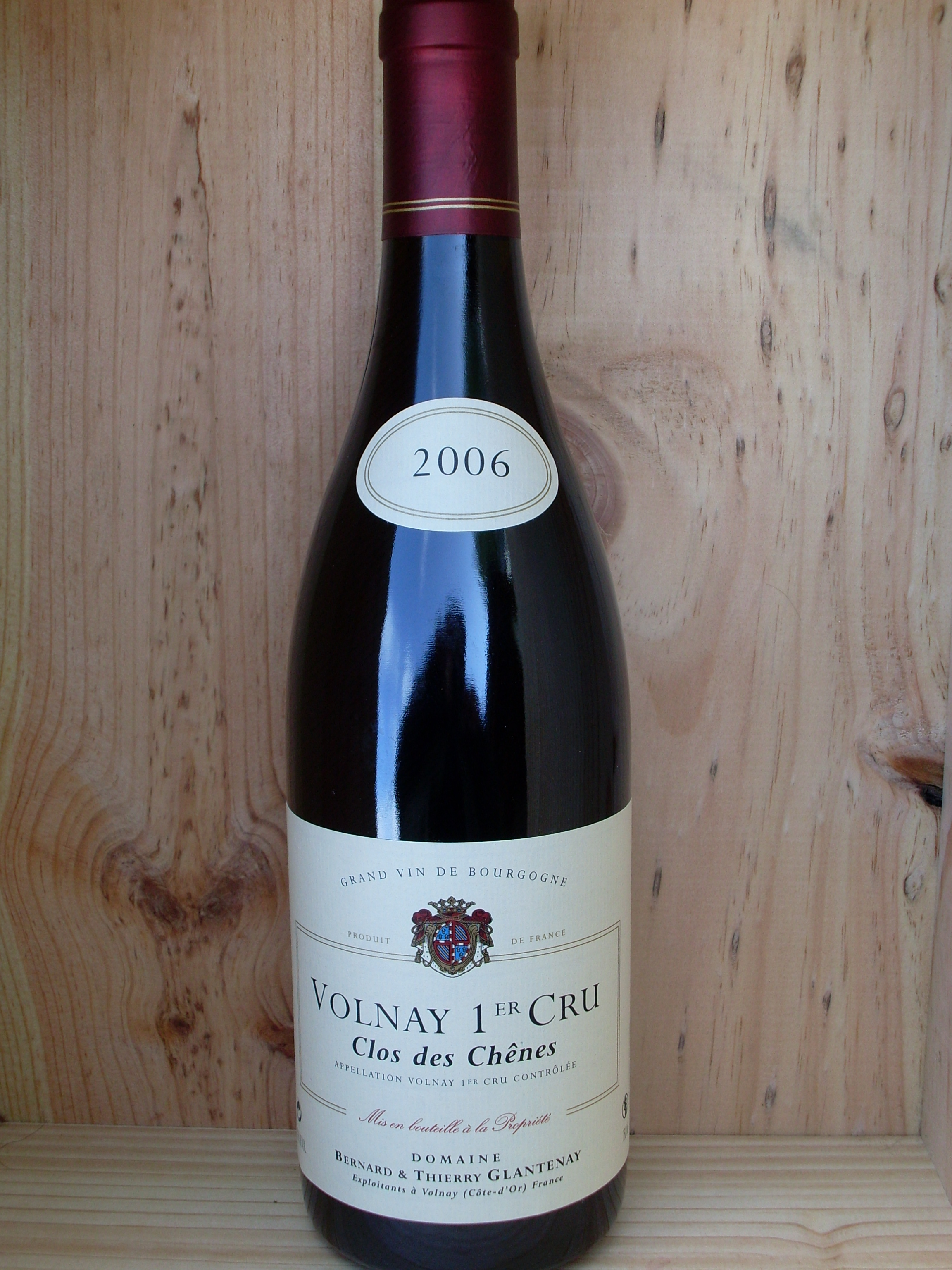
Ein Volnay Premier Cru Clos des Chênes.

## Bevölkerung
| Jahr                       | 1962 | 1968 | 1975 | 1982 | 1990 | 1999 | 2006 | 2016 |
| Einwohner                  | 424  | 464  | 452  | 411  | 355  | 323  | 287  | 240  |
| Quellen: Cassini und INSEE |      |      |      |      |      |      |      |      |

## Sehenswürdigkeiten
- Kirche Saint-Cyr-et-Sainte-Julitte aus dem 14. Jahrhundert
- Kapelle Notre-Dame-de-Pitié aus dem 16. Jahrhundert an der RN 74
- Statue Notre-Dame-des-Vignes oberhalb des Ortes
- Dolmen de la Pierre-Brûlée